# Kryptobaatar
Kryptobaatar is een uitgestorven zoogdier uit de familie Djadochtatheriidae van de Multituberculata. Dit dier leefde tijdens het Laat-Krijt in Centraal-Azië.  

## Fossiele vondsten
Fossielen van Kryptobaatar zijn gevonden in de Bayan Mandahuformatie in de Volksrepubliek China en in de Djadochtaformatie en Barun Goyotformatie in Mongolië. De vondsten dateren uit het Campanien.

## Kenmerken
Kryptobaatar had een springende leefwijze, vergelijkbaar met die van hedendaagse jerboa's. Onderzoek naar de bouw van de heupgordel van Kryptobaatar heeft aangetoond dat de multituberculaten levende jongen baarden, hoewel de jongen bij de geboorte wel erg klein moeten zijn geweest gezien het smalle geboortekanaal. De kop van Kryptobaatar was ongeveer 5 cm lang. 